# Neolophonotus mivatus
Neolophonotus mivatus är en tvåvingeart som först beskrevs av Walker 1871.  Neolophonotus mivatus ingår i släktet Neolophonotus och familjen rovflugor. Inga underarter finns listade i Catalogue of Life.